# سنت یوهان این تیرول
سنت یوهان این تیرول (به آلمانی: St. Johann in Tirol) یک منطقهٔ مسکونی در اتریش است که در Kitzbühel District واقع شده‌است. سنت یوهان این تیرول ۸٬۷۶۶ نفر جمعیت دارد.

## خواهرخوانده
شهرهای والجیو سول مینچیو، فولدابروک، Redford و رووانیمی خواهرخوانده‌های سنت یوهان این تیرول هستند.